# Banyumas (Candipuro)
Banyumas is een bestuurslaag in het regentschap Lampung Selatan van de provincie Lampung, Indonesië. Banyumas telt 3.036 inwoners (volkstelling 2010).